# 사전

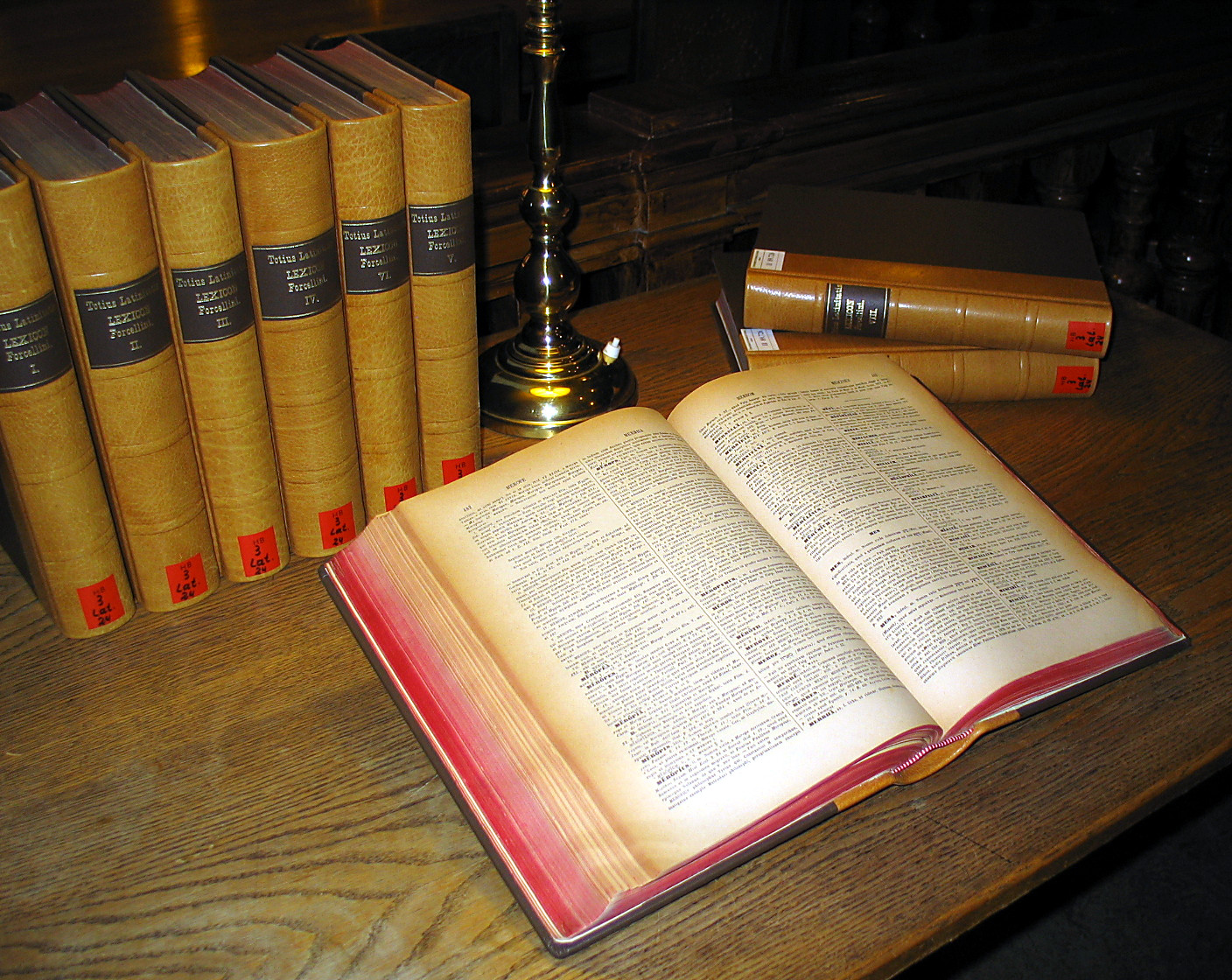
그라츠 대학 도서관의 라틴어 사전

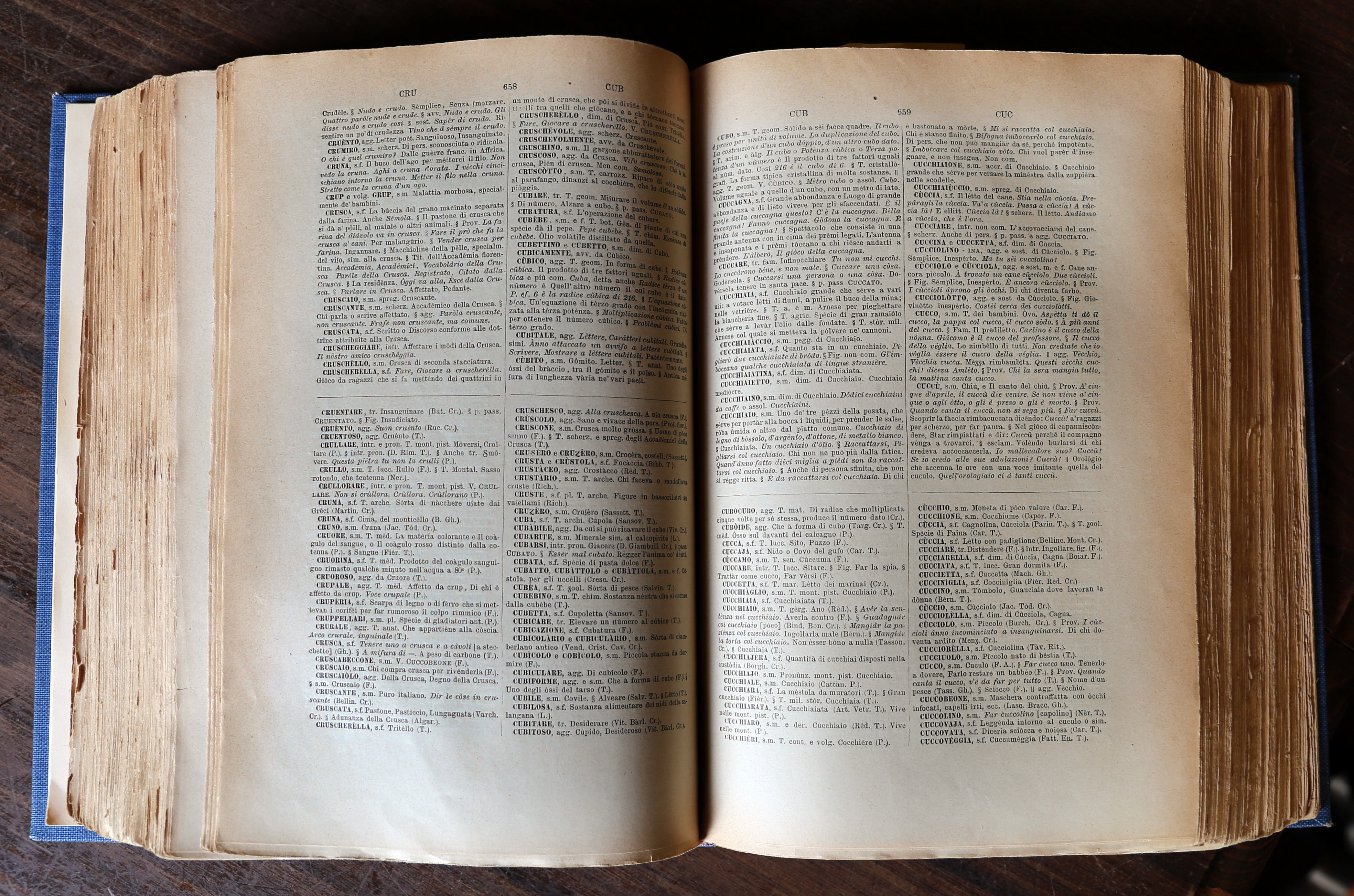
사전

사전(辭典)은 낱말의 뜻을 서술하는 것 내지는 도표와 함께 모아 놓은 것, 또는 어떤 낱말과 대응하는 다른 나라말의 낱말을 가나다 순서대로 배열한 것이다. 많은 사전들은 발음기호도 포함하고 있으며 응용, 역사, 어원, 그림, 사용법, 예문을 서술하고 있다. 예전에는 종이로된 문서 형식의 사전을 많이 사용했으나 지금은 인터넷을 많이 사용한다.
사전은 하나 이상의 특정 언어 어휘집의 어휘 목록으로, 종종 알파벳순으로(또는 셈어의 경우 자음 루트로, 로고그래픽 언어의 경우 어근과 획으로) 정렬되며, 여기에는 정의, 용법, 어원, 발음, 번역 등에 대한 정보가 포함될 수 있다. 데이터 간의 상호 관계를 보여주는 사전 편찬 참고 자료이다.
일반 사전과 전문 사전은 크게 구분된다. 전문 사전에는 해당 언어의 포괄적인 단어가 아닌 전문 분야의 단어가 포함되어 있다. 특정 분야의 개념을 설명하는 어휘 항목은 일반적으로 단어 대신 용어라고 부르지만, 어휘학과 용어가 두 가지 다른 연구 분야인지에 대한 합의는 없다. 이론적으로 일반 사전은 단어를 정의에 매핑하는 의미론적이어야 하는 반면, 전문 사전은 먼저 개념을 식별한 다음 이를 지정하는 데 사용되는 용어를 설정하는 의성어적이어야 한다. 실제로 두 가지 접근 방식은 두 가지 유형 모두에 사용된다. 위의 구분에 딱 들어맞지 않는 다른 유형의 사전도 있다. 예를 들어 이중 언어(번역) 사전, 동의어 사전(유의어 사전), 운율 사전이 있다. 사전(한정되지 않음)이라는 단어는 일반적으로 범용 단일 언어 사전을 나타내는 것으로 이해된다.
규정 사전과 설명 사전 사이에도 대조가 있다. 전자는 언어의 올바른 사용으로 간주되는 것을 반영하고 후자는 기록된 실제 사용을 반영한다. 많은 현대 사전의 문체 표시(예: "비공식적" 또는 "저속한" 표시)도 일부에서는 객관적인 설명이 부족한 것으로 간주된다.
최초로 기록된 사전은 이중 언어 사전의 형태로 기원전 2300년경 수메르 시대로 거슬러 올라가며, 가장 오래 살아남은 단일 언어 사전은 기원전 3세기의 중국어 사전이다. 최초의 순수 영어 알파벳 사전은 1604년에 작성된 어 테이블 알파베티컬(A Table Alphabetical) 사전이었고, 이 무렵 유럽에서는 다른 언어로 된 단일어 사전도 등장하기 시작했다. 과학적 관심의 대상인 사전에 대한 체계적 연구는 사전 편찬이라 불리는 20세기 사업으로 시작되었으며 주로 라디슬라프 즈구스타(Ladislav Zgusta)에 의해 시작되었다. 새로운 학문의 탄생은 논쟁이 없지 않았는데, 실용적인 사전 제작자들은 때때로 다른 사람들로부터 방법론과 비판적 자기 성찰이 "놀라울 정도로" 부족하다는 비난을 받았다.

## 사전의 역사
발견된 가장 오랜 사전은 기원전 2300년경 쓰인 아카드 제국의 쐐기문자 조각으로, 수메르어와 아카드어의 대역쌍 목록이다. 우라 후불루 용어집(Urra=hubullu glossary)이라 불리는 이 사전의 이름은 용어집의 첫머리에 나오는 '이자가 붙는 채무'라는 단어에서 유래했다.
근대 유럽의 사전들은 이중언어 사전으로 시작했다. 1502년에 나온 언어학자이자 수사인 암브로조 깔레피노(Ambrogio Calepino)의 코르누코파이아(Cornucopia)가 그것인데 이중언어사전이라기 보다는 다국어사전이다. 라틴어를 라틴어, 이탈리아어, 영어, 불어, 독어로 설명하는 구성을 가지고 있다.
사뮤엘 존슨(Samuel Johnson)의 영어사전(A Dictionary of the English Language, 1755)은 영어사전의 역사에서 한 이정표였다. 이전까지의 사전은 대부분 유사 어휘들을 분류해서 기술하는, 기린 옆에 사자를 나열하는 그런 방식이었는데 존슨은 그 모든 어휘를 예외 없이 알파벳 순으로 나열하여 첫 번째 근대적인 사전을 완성했다.

## 사전의 구조
사전은 해당 항목의 대표형을 보여주는 표제어 아래 크게보아 뜻풀이와 예문 그리고 기타정보로 이루어져있다. 뜻풀이는 해당 의미를 대상언어로 해설한 것이고 예문은 그 의미로 사용된 문장의 사례이다. 기타정보에는 발음, 품사, 통사구조, 형태정보, 관련어 등 해당 항목을 잘 이해하도록 돕는 문법적 해설이나 부가적인 해설을 말한다.

## 사전의 분류
- 어학사전 vs 백과사전
- 일반사전 vs 특수사전
- 정의식 vs 기술식

사전은 크게 어학사전(辭典, dictionary, 말모이)과 백과사전(百科事典, encyclopedia)으로 나뉘는데 이 둘 사이에는 단어에 대한 설명을 담는 책이라는 공통점과 언어학적인 접근을 하느냐 마느냐라는 차이점이 있다. 기존에 종이책으로만 출간이 가능했을 때에는 이러한 구분이 비교적 엄격했으나 인터넷 사전의 경우 사람들이 양자를 구분하지 않고 찾는 경향을 보인다. 그 이전부터 한국어의 표준국어대사전이나 일본어의 코지엔과 같은 어학사전들은 백과사전다운 면을 많이 갖추고 있었다.

### 어학사전
어학사전에도 여러 가지가 있다. 먼저 뜻풀이 대상언어에 따라 일국어사전과 이중언어사전이 있다. 일국어사전은 한국어사전, 영영사전과 같은 표제어와 뜻풀이가 같은 언어로 된 사전이다. 이것도 모국어 화자를 대상으로 하느냐 아니면 외국인 학습자를 대상으로 하느냐에 따라 나뉜다. 외국인 학습자를 대상으로 한 사전이 더 자상한 뜻풀이를 담고있다. 이중언어사전은 영한사전, 한영사전과 같은 표제어와 뜻풀이가 다른 언어로 된 사전이다. 이국어사전이라고도 한다. 같은 영한사전이라고 해도 영어화자를 대상으로 하느냐 아니면 한국어화자를 대상으로 하느냐에 따라 편집 체제가 많이 다르다.
사전의 기술 태도에 따라서 어휘를 규정(prescription)하는 사전이 있고 기술(description)하는 사전이 있다. 규정하는 것은 정의를 적고 이후 해당 정의에 해당되는 예문을 찾거나 추가설명하는 방식이고 기술하는 것은 말뭉치언어학의 방법론을 사용하여 해당 어휘의 사용빈도와 사용분포를 살펴 현상을 있는 그대로 적어넣는 방식이다. 이 구분은 상대적일 뿐 기술사전도 규정하는 면이 있고 또 규정사전도 기술하는 면이 있다.
범용 사전(general dictionary)은 흔히 국어사전이나 영어사전이라 부르는 언어사전을 말한다. 한 단어에 여러 의미가 담길 수 있다. 구분된 의미는 많이 사용되는 순서로 나열될 수도 있고, 오래된 용법 순서대로 나열될 수도 있다. 일상어를 대상으로 한다. 특수 사전(specialized dictionary)은 한정적인 분야를 다룬 사전이다. 제주어 사전이라거나 윤동주 시어사전처럼 특정 범위를 가지고 특화된 목적으로 만들어진 사전이다.
좀 더 특화된 사전들도 있다. 유의어사전(thesaurus)은 유의어, 반의어 등을 모아놓은 사전으로 글쓰기 할 때 유용하게 사용된다. 유사한 형태로 단어의 계통을 정리해놓은 사전인 갈래사전이 있다. 자전(字典)은 한자사전을 말하는데, 한자문명권에서는 개별 한자가 특별한 형태소 역할을 해왔기 때문에 한자어 말고도 개별 한자에 대한 의미를 정리할 필요가 있었다.
다른 형태로도 분류가 가능하다. 듣기, 읽기에 적합한 수동사전(passive dictionary)이 있고 말하기, 쓰기에 적합한 능동사전(active dictionary)이 있다. 이 외에도 외국어 학습에 대한 관심이 증가하면서 다양한 종류의 특수 사전이 나오고 있다. 연어사전, 구동사사전, 관용구사전 등이 그것이다.

### 백과사전
용어사전(specialized dictionary 혹은 glossary)은 해당 분야의 전문용어만을 모아놓은 용어집이다. 용어사전이 많이 모이면 백과사전이 된다고도 볼 수 있다. 백과라는 말 자체가 수많은 분야라는 의미를 가진다. 백과사전은 인간 지식중에서 기본으로 생각되는 것들을 균형있게 골라 서술한 책이다. 백과사전이 넓고 평평한 범위를 다루는 사전이고 용어사전은 좁고 깊은 범위를 다룬다고 보면 크게 틀리지 않다. 백과사전과 어학사전의 가장 큰 차이라면 백과사전은 일상적인 의미를 잘 다루지 않고 개별 영역의 전문적인 의미를 다룬다는 점이다. 어학사전이 기능어를 많이 다룬다면 백과사전은 고유명사를 주로 다룬다고 해도 된다.

## 같이 보기
- 한한대사전
- 전자 사전
- 사전 편찬
- 자전
- 한국어 사전